# Michel De Wolf (football)
Ne doit pas être confondu avec le professeur Michel De Wolf.
Michel De Wolf, né le 19 janvier 1958 à Nivelles en Belgique, est un footballeur international et entraîneur belge.
Il joue comme défenseur au RWD Molenbeek, à La Gantoise, au KV Courtrai, au RSC Anderlecht et à l'Olympique de Marseille.
Il est sélectionné sous le maillot des Diables Rouges lors des Coupes du monde 1986, 1990 et 1994. 
Après sa carrière de joueur, Michel De Wolf entame une carrière d'entraîneur. Il goûte également à la politique en étant conseiller communal à Tubize entre 2006 et 2012 et en se portant candidat aux élections régionales de 2009 sur la liste PS du Brabant wallon[réf. nécessaire].

## Carrière d'entraîneur
Pour la saison 2009-2010, il devient entraîneur-adjoint de Stéphane Demol, au Sporting de Charleroi. À la suite du départ de Stéphane Demol, il est limogé le 30 novembre, ne rentrant pas dans les plans du nouveau T1 Tommy Craig. Il est remplacé au poste de T2 par le hongrois Tibor Balog, ancien joueur des Zèbres[réf. nécessaire].
Il est nommé entraineur du FCM Brussels en remplacement de Chris Van Puyvelde le 7 février 2011 et conduit le club à la 11e place en division 2. Il entamera la saison suivante mais sera limogé le 9 octobre 2011 à la suite de la défaite 4-2 contre son ancien club, le Sporting de Charleroi, et cinq défaites de rang[réf. nécessaire].
Le 3 juillet 2017, il est nommé entraîneur-adjoint de Sadio Demba (en) à l'AFC Tubize. Il est démis de ses fonctions le 20 octobre 2017[réf. nécessaire].
Fin juillet 2019, De Wolf devient coordinateur sportif de l'Ecole des Jeunes de l'Union Saint-Gilloise mais quelques mois plus tard il quitte son poste[réf. nécessaire].

## Palmarès
- Participa aux coupes du monde de 1986, 1990 et 1994 avec les Diables rouges.
- Champion de Belgique en 1991, 1993 et 1994 avec le RSC Anderlecht
- Vainqueur de la coupe de Belgique en 1984 avec le KAA La Gantoise et en 1994 avec le RSC Anderlecht
- Vainqueur de la Supercoupe de Belgique en 1991 et 1993 avec le RSC Anderlecht
- Champion de France de Division 2 en 1995 avec l'Olympique de Marseille
- 503 matches et 8 buts marqués en championnat de Division 1[7]